# 貝利耶區
貝利耶區（西班牙語：Distrito de Velille），是秘魯的一個區，位於該國南部庫斯科大區的瓊比維卡省，面積756.84平方公里，海拔高度3,730米，2005年人口8,419，人口密度每平方公里11人。